# Сардината
Сардината (исп. Sardinata) — город и муниципалитет в северо-восточной части Колумбии, на территории департамента Северный Сантандер. Входит в состав Северного субрегиона.

## История
Поселение, из которого позднее вырос город, было основано 25 августа 1906 года Раймундо Ордоньесом Яньесом.

## Географическое положение

Муниципалитет Сардината

Город расположен на севере центральной части департамента, в горной местности Восточной Кордильеры, в долине реки Сардината, на расстоянии приблизительно 33 километров к северо-западу от города Кукута, административного центра департамента. Абсолютная высота — 309 метров над уровнем моря.
Муниципалитет Сардината граничит на севере и северо-востоке и востоке с территорией муниципалитета Тибу, на востоке — с муниципалитетами Кукута и Эль-Сулия, на юге — с муниципалитетами Грамалоте и Лоурдес, на юго-западе — с муниципалитетом Букарасика, на западе — с муниципалитетами Абрего и Акари, на северо-западе — с муниципалитетом Сан-Каликсто. Площадь муниципалитета составляет 1451,17 км².

## Население
По данным Национального административного департамента статистики Колумбии, совокупная численность населения города и муниципалитета в 2015 году составляла 22 632 человека.
Динамика численности населения муниципалитета по годам:
| 2005   | 2006   | 2007   | 2008   | 2009   | 2010   | 2011   | 2012   | 2013   | 2014   | 2015   |
| ------ | ------ | ------ | ------ | ------ | ------ | ------ | ------ | ------ | ------ | ------ |
| 22 733 | 22 724 | 22 715 | 22 706 | 22 697 | 22 687 | 22 676 | 22 666 | 22 655 | 22 644 | 22 632 |

Согласно данным переписи 2005 года мужчины составляли 52,8 % от населения Сардинаты, женщины — соответственно 47,2 %. В расовом отношении белые и метисы составляли 99,97 % от населения города; негры, мулаты и райсальцы — 0,03 %.
Уровень грамотности среди всего населения составлял 78,2 %.

## Экономика
Основу экономики Сардинаты составляет сельское хозяйство.
70,5 % от общего числа городских и муниципальных предприятий составляют предприятия торговой сферы, 22,5 % — предприятия сферы обслуживания, 6,3 % — промышленные предприятия, 0,7 % — предприятия иных отраслей экономики.

## Транспорт
К северу от города проходит национальное шоссе № 70 (исп. Ruta Nacional 70).